# Bolivia op de Olympische Zomerspelen 1936
Bolivia debuteerde op de Olympische Spelen tijdens de Olympische Zomerspelen 1936 in Berlijn, Duitsland. Pas 28 jaar later zou de tweede deelname volgen. Bolivia wacht nog altijd op de eerste medaille.

## Deelnemers en resultaten
(m) = mannen, (v) = vrouwen 

### Zwemmen
| Olympiër       | Discipline          | Resultaat | Prestatie             |
| -------------- | ------------------- | --------- | --------------------- |
| Alberto Conrad | 100m vrije slag (m) | 45e       | serie 2: 7e in 1.17,5 |

Afghanistan · Argentinië · Australië · België · Bermuda · Bolivia · Brazilië · Brits-Indië · Bulgarije · Canada · Chili · Colombia · Costa Rica · Denemarken · Duitsland · Egypte · Estland · Filipijnen · Finland · Frankrijk · Griekenland · Groot-Brittannië · Hongarije · IJsland · Italië · Japan · Joegoslavië · Letland · Liechtenstein · Luxemburg · Malta · Mexico · Monaco · Nederland · Nieuw-Zeeland · Noorwegen · Oostenrijk · Peru · Polen · Portugal · Republiek China · Roemenië · Tsjecho-Slowakije · Turkije · Uruguay · Verenigde Staten · Zuid-Afrika · Zweden · Zwitserland